# Río Mella

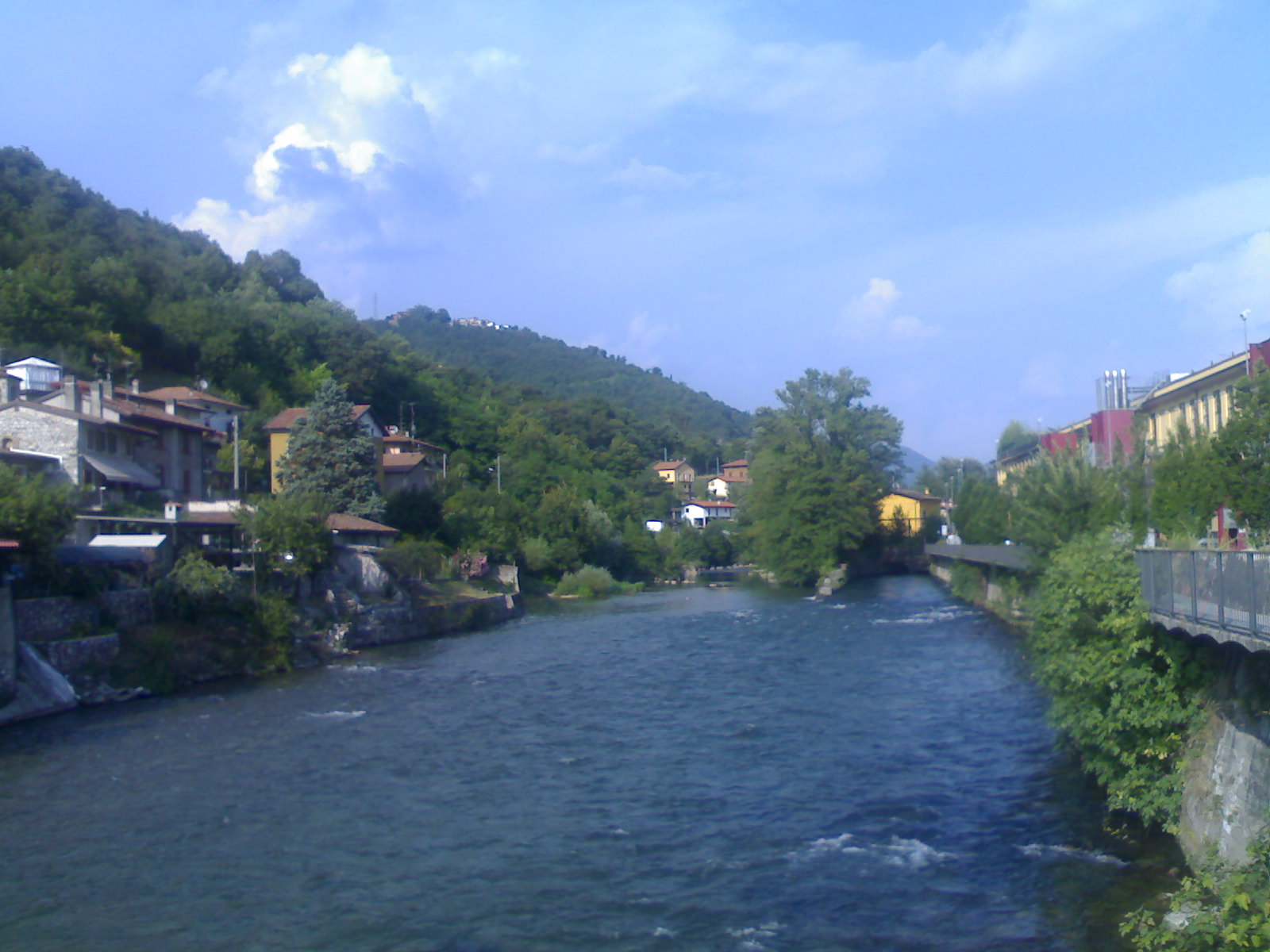
El río Mella a su paso por la Lombardía, (norte de Italia).

Mella  (denominado la Mèla  en dialecto bresciano) es un río de carácter torrencial  ubicado al norte de Italia en la región de Lombardía afluente secundario de la Cuenca del Po, el Mella, o, la Mèla  atraviesa las Provincias noritalianas de Brescia y Cremona.

## Curso del río
Posee una longitud de aproximadamente 96  km, nace en la zona del  Paso Maniva o  Maniva muy próximo a la localidad de Collio, luego discurre hacia el sursureste en el Valle de Trompia o Val Trompia y luego e la llanura padana hasta confluir por la izquierda (en este caso por el norte) con el río Oglio que por su parte es afluente del Po.
A sur de Brescia discurre en las comunas de Roncadelle y Chiesanuova (barrio o quartiere de la ciudad de  Brescia), y sobrepasado por puentes de  la Tangenziale Sud y la autostrada A4, corta por la mitad el municipio o comune de Castel Mella y luego se dirige hacia el "corazón" de la cuenca o bassa bresciana  tocando (entre otros) los municipios o comuni de Offlaga, Manerbio y Pavone Mella, antes  de ingresar por el norte plenamente en la Llanura Padana hasta confluir por la izquierda en el río Oglio en las proximidades de Ostiano en la italiana Provincia de Cremona.
Su cuenca fluvial es de unos 1038 km².

### Comunas que el Mella atraviesa
Collio, Bovegno, Pezzaze, Tavernole sul Mella, Marcheno, Gardone Val Trompia, Sarezzo, Villa Carcina, Concesio, Collebeato, Brescia, Roncadelle, Castel Mella, Azzano Mella, Capriano del Colle, Dello, Offlaga, Manerbio, Pavone del Mella, Cigole, Milzano, Pralboino e Ostiano.

### Afluentes
El Mella recibe entre otros variados afluentes desde las surgientes a sus bocas:
- En el Val Trompia: (desde las surgientes en Brescia)
  - Torrente Bavorgo;
  - Rio Torgola;
  - Torrente Mella di Sarle;
  - Torrente Meola;
  - Torrente Mella di Irma;
  - Torrente Molinorso;
  - Fosso Marmentino;
  - Torrente San Filastro;
  - Torrente Valle Scura;
  - Torrente Corna Gemelle;
  - Torrente Biogno;
  - Torrente Vandeno;
  - Torrente Re di Inzino;
  - Torrente Tronto di Gardone;
  - Torrente Cornè;
  - Torrente Gombiera;
  - Torrente Pregno;
  - Torrente Redocla;
  - Torrente Faidana;
  - Torrente Tronto;
- En la Llanura Padana (desde Brescia hasta su desembocadura en el río Oglio):
  - Gandovere/Mandolossa;
  - Garzetta;
  - Torrente Lussignolo;
  - Fosso Molone;
  - Fosso Santa Giovanna.